# Aprostocetus ankaratrae
Aprostocetus ankaratrae är en stekelart som beskrevs av Jean Risbec 1952. Aprostocetus ankaratrae ingår i släktet Aprostocetus och familjen finglanssteklar.
Artens utbredningsområde är Madagaskar. Inga underarter finns listade i Catalogue of Life.